# Tây Papua (tỉnh)
Tây Papua (tiếng Indonesia: Papua Barat), tên cũ Irian Jaya Barat (Tây Irian), là một tỉnh của Indonesia. Tỉnh bao gồm hai bán đảo phía tây của đảo New Guinea, là nửa phía đông của bán đảo Đầu Chim (hay bán đảo Doberai) và bán đảo Bomberai, cùng với các đảo nhỏ gần đó. Tỉnh này ở phía bắc giáp Thái Bình Dương, phía tây giáp biển Halmahera và biển Ceram, phía nam giáp biển Banda, và về phía đông giáp tỉnh Trung Papua và vịnh Cenderawasih. Manokwari là thủ phủ và thành phố lớn nhất của tỉnh. Tây Papua là tỉnh ít dân thứ hai ở Indonesia (sau Nam Papua). Tỉnh có dân số 1.134.068 theo điều tra dân số năm 2020 và ước tính chính thức vào giữa năm 2022 là 1.183.307. Tuy nhiên, tổng diện tích và dân số giảm theo quyết định của Nghị viện vào ngày 17 tháng 11 năm 2022 để thành lập tỉnh thứ 38 của Indonesia. Do đó, tỉnh Tây Papua bị thu hẹp có dân số ước tính vào giữa năm 2022 chỉ là 561.403 người.
Sau khi Nhật Bản đầu hàng, người Hà Lan ở lại New Guinea cho đến năm 1962 khi họ chuyển giao quyền kiểm soát khu vực này cho chính phủ Indonesia như một phần của Thỏa thuận New York. Tây Papua được thành lập một cách hợp pháp với tư cách là một tỉnh vào năm 1999, nhưng mãi đến năm 2003 nó mới được thành lập. Bao gồm mười hai huyện và một thành phố cho đến năm 2022, tỉnh này có tư cách tự trị đặc biệt theo quy định của pháp luật Indonesia.
Tây Papua có Chỉ số Phát triển Con người ở mức trung bình, thấp thứ hai trong số 38 tỉnh của Indonesia. Chính phủ Indonesia đã khởi động việc xây dựng các dự án cơ sở hạ tầng đầy tham vọng bao gồm Đường cao tốc xuyên Papua, sân bay và các cơ sở khác. Những người chỉ trích cho rằng các dự án này đe dọa các khu vực rừng mưa nhiệt đới và các nền văn hóa bản địa rộng lớn cuối cùng của Đông Nam Á và châu Đại Dương. Theo Ngân hàng Indonesia, Tây Papua ghi nhận tốc độ tăng trưởng kinh tế 7,7% trong năm 2018, cao hơn mức tăng trưởng kinh tế quốc gia.

## Hành chính
Tất cả các huyện và thành phố hiện có, đã tồn tại trước khi Chính phủ phê duyệt việc thành lập Tỉnh Tây Nam Papua vào tháng 11 năm 2022, được liệt kê dưới đây cùng với diện tích và dân số theo Tổng điều tra dân số năm 2010 và Tổng điều tra dân số năm 2020, cùng với các ước tính chính thức như vào giữa năm 2022. Số lượng khu được tăng lên 218, bao gồm 1.986 làng vào năm 2019.
| Tên                                            | Diện tích (km2) | Dân số điều tra 2010 | Dân số điều tra 2020 | Dân số ước tính mid 2022 | Thủ phủ         | Số khu | Số làng | HDI 2018 estimate  |
| ---------------------------------------------- | --------------- | -------------------- | -------------------- | ------------------------ | --------------- | ------ | ------- | ------------------ |
| Fakfak                                         | 9.736,55        | 66.828               | 85.197               | 86.283                   | Fakfak          | 17     | 149     | 0,670 (Trung bình) |
| Kaimana                                        | 17.849,22       | 46.249               | 62.256               | 63.633                   | Kaimana         | 7      | 86      | 0,637 (Trung bình) |
| Teluk Wondama (Wondama Bay)                    | 4.847,34        | 26.321               | 41.644               | 43.746                   | Rasiei          | 13     | 76      | 0,589 (Thấp)       |
| Teluk Bintuni (Bintuni Bay)                    | 19.943,29       | 52.422               | 87.083               | 92.236                   | Bintuni         | 24     | 117     | 0,631 (Trung bình) |
| Manokwari                                      | 2.763,02        | 145.285              | 192.663              | 197.097                  | Manokwari       | 9      | 173     | 0,712 (High)       |
| Manokwari Selatan (Nam Manokwari)              | 1.837,10        | 18.564               | 35.949               | 38.648                   | Boundij-Ransiki | 6      | 57      | 0,588 (Thấp)       |
| Pegunungan Arfak (Dãy núi Arfak)               | 3.298,81        | 23.877               | 38.207               | 39.760                   | Ullong          | 10     | 166     | 0,553 (Thấp)       |
| Tổng cộng không bao gồm tỉnh mới Tây Nam Papua | 60.275,33       | 379.546              | 542.999              | 561 403                  | Manokwari       | 86     | 824     |                    |
| T/p Sorong                                     | 205,26          | 190.625              | 284.410              | 295.809                  | Sorong          | 10     | 41      | 0,774 (Cao)        |
| Sorong                                         | 7.564,65        | 70.619               | 118.679              | 125.949                  | Aimas           | 30     | 252     | 0,643 (Trung bình) |
| Sorong Selatan (Nam Sorong)                    | 6.570,23        | 37.900               | 52.469               | 53.884                   | Teminabuan      | 15     | 123     | 0,610 (Trung bình) |
| Raja Ampat                                     | 7.442,31        | 42.507               | 64.141               | 66.839                   | Waisai          | 24     | 121     | 0,628 (Trung bình) |
| Tambrauw                                       | 11.954,82       | 6.144                | 28.379               | 35.742                   | Fef             | 29     | 218     | 0,520 (Thấp)       |
| Maybrat                                        | 5.385,68        | 33.081               | 42.991               | 43.681                   | Kumurkek        | 24     | 260     | 0,582 (Thấp)       |